# 王忻 (北魏)
王忻（？—528年），北魏官员，太原郡晋阳县（今山西省太原市）人。王叡之孙，王袭之子。
王忻袭爵中山公，担任太尉·汝南王元悦的记室参军。建义元年（528年），河阴之变王忻遇害，后来追赠散骑常侍、安北将军、肆州刺史，谥穆。

## 家族
- 王忻
  - 子：王叔明
  - 子：王子暄，袭爵中山公。武定末年，官至齐州骠骑府功曹参军。北齐受禅，依例降爵。
  - 子：王子景，他的玄孙是唐玄宗时代兵部尚书、同中书门下三品王晙。
  - 子：王真
- 弟：王诞，字永安。官至龙骧将军、正平太守。河阴之变遇害，赠抚军将军、并州刺史。
  - 侄：王希云，王诞子，举季才，早亡。
- 弟：王殖，字永兴。官至司空城局参军。
  - 侄：王祖干，王殖子，司徒行参军，并州刺史。
- 弟：王永业，司空参军事。